# 岩尾龍太郎
岩尾 龍太郎（いわお りゅうたろう、1952年1月1日 - 2010年9月10日）は、日本の哲学者、比較文学者。専門は、西洋思想・歴史学。福岡市生まれ。

## 経歴
- 1970年東京大学教養学部理科１類入学、74年同文学部倫理学科卒、1981年同大学院人文科学研究科倫理学博士課程満期退学。1983年西南学院大学文学部講師、85年助教授、91年教授、2006年国際文化学部教授を務めた[2]。本来の専攻はカント哲学。
- ダニエル・デフォーのロビンソン・クルーソーの研究者で、世界の小説群からひょっこりひょうたん島、日本の江戸文学まで、様々なロビンソン物語の変形譚を研究した。
- 2010年9月10日、大腸癌のため58歳で死去[1]。

## 著書
- 『ロビンソンの砦』（青土社、1994）
- 『ロビンソン変形譚小史―物語の漂流』（みすず書房、2000）
- 『江戸時代のロビンソン―七つの漂流譚』弦書房、2006　のち新潮文庫 ISBN 978-4-10-128621-1）

### 共編著
- 『異世界・ユートピア・物語』井口正俊共編 九州大学出版会 2001
- 『都市を歩く ローマから博多まで』井口正俊共編. 九州大学出版会, 2006.12

### 翻訳
- エルンスト・カッシーラー『カントの生涯と学説』高橋和夫、小泉尚樹、牧野英二、銭谷秋生、山本博史共訳 みすず書房 1986
- マーティン・グリーン『ロビンソン・クルーソー物語』みすず書房 1993
- ピーター・ヒューム『征服の修辞学 ヨーロッパとカリブ海先住民、1492-1797年』正木恒夫、本橋哲也共訳 法政大学出版局 1995
- 『ダヴォス討論 カッシーラー対ハイデガー』<リキエスタ>の会 2001